# NHA 1911/12
Die Saison 1911/12 war die dritte reguläre Saison der National Hockey Association (NHA). Meister wurden die Quebec Bulldogs.

## Teamänderungen
Folgende Änderungen wurden vor Beginn der Saison vorgenommen:
- Die Renfrew Creamery Kings stellten den Spielbetrieb ein.

## Modus
In der Regulären Saison absolvierten die vier Mannschaften jeweils 18 Spiele. Der Erstplatzierte nach der regulären Saison wurde Meister. Für einen Sieg erhielt jede Mannschaft zwei Punkte, bei einem Unentschieden einen Punkt und bei einer Niederlage null Punkte.

## Saisonverlauf
Aufgrund der niedrigen Einwohnerzahl und des damit verbundenen Zuschauerschnitts mussten sich die Renfrew Creamery Kings nach zwei Jahren wieder aus der NHA zurückziehen. Die größte Veränderung bestand in dieser Spielzeit jedoch nicht in der NHA selbst, sondern durch die Gründung der Pacific Coast Hockey Association, die von den Brüdern Frank und Lester Patrick gegründet wurde, die einst selbst in der NHA gespielt hatten. Aufgrund ihrer finanziellen Stärke wechselten mehrere hochkarätige NHA-Spieler in die PCHA. Die NHA-Spielzeit selbst war sehr ausgeglichen und den Ersten Quebec Bulldogs trennten am Ende nur vier Punkte vom Letztplatzierten Canadiens de Montréal.

## Reguläre Saison

### Tabelle
Abkürzungen: GP = Spiele, W = Siege, L = Niederlagen, T = Unentschieden, GF = Erzielte Tore, GA = Gegentore, Pts = Punkte
|                       | GP | W  | L  | T | GF | GA | Pts |
| --------------------- | -- | -- | -- | - | -- | -- | --- |
| Quebec Bulldogs       | 18 | 10 | 8  | 0 | 81 | 79 | 20  |
| Montreal Wanderers    | 18 | 9  | 9  | 0 | 95 | 96 | 18  |
| Ottawa Senators       | 18 | 9  | 9  | 0 | 99 | 93 | 18  |
| Canadiens de Montréal | 18 | 8  | 10 | 0 | 59 | 66 | 16  |

## Stanley Cup Challenge
In den Entscheidungsspielen um den Stanley Cup konnten sich die Quebec Bulldogs mit 2:0 Siegen gegen die Moncton Victorias aus der Maritime Professional Hockey League durchsetzen.